# Eddy Schepers
Édouard Schepers, detto Eddy (Tienen, 12 dicembre 1955), è un ex ciclista su strada belga.
Professionista tra il 1978 e il 1990, conta la vittoria di una tappa al Tour de Romandie.

## Carriera
Da dilettante fu campione nazionale nel 1976 e partecipò ai Giochi olimpici di Montreal nello stesso anno; nel 1977 si impose nel Giro delle Regioni e nel Tour de l'Avenir. Passato professionista nel 1978, ottenne come principale successo tra i pro una tappa al Tour de Romandie nel 1985.
Fu uno dei principali gregari di Stephen Roche nell'accoppiata Giro-Tour del 1987. Partecipò a otto edizioni del Tour de France, sei del Giro d'Italia, due della Vuelta a España e una dei mondiali.

## Palmarès
- 1976 (dilettanti)

Campionati belgi, prova in linea dilettanti
- 1977 (dilettanti)

3ª tappa Tour de la province de Namur
5ª tappa Tour de la province de Namur (Jodoigne > Namur)
Classifica generale Tour de la province de Namur
Étoile Hennuyère
Classifica generale Giro delle Regioni
Classifica generale Tour de l'Avenir
- 1985

1ª tappa Tour de Romandie (Monthey > Villeneuve)

### Altri successi
- 1978

Kermesse di Buggenhout-Opstal
- 1985

Kermesse di Dilsen

## Piazzamenti

### Grandi Giri
- Giro d'Italia

1982: 11º
1983: 21º
1984: 12º
1986: 23º
1987: 12º
1989: 22º
- Tour de France

1979: 15º
1980: 26º
1981: 16º
1985: 14º
1986: 37º
1987: 30º
1988: ritirato (12ª tappa)
1989: ritirato (14ª tappa)
- Vuelta a España

1988: 9º
1990: 85º

### Classiche monumento
- Milano-Sanremo

1979: 47º
1981: 51º
1982: 45º
1984: 35º
- Liegi-Bastogne-Liegi

1978: 23º
1979: 5º
1980: 10º
1981: 6º
1985: 27º
1986: 23º
1987: 8º
1989: 13º
- Giro delle Fiandre

1983: 28º
1989: 49º

### Competizioni mondiali
- Campionati del mondo

Valkenburg 1979 - In linea: ritirato
- Giochi olimpici

Montréal 1976 - In linea: 48º